# Mintonia
Mintonia là một chi nhện trong họ Salticidae.